# Sinularia licroclados
Sinularia licroclados is een zachte koraalsoort uit de familie Alcyoniidae. De koraalsoort komt uit het geslacht Sinularia. Sinularia licroclados werd in 1983 voor het eerst wetenschappelijk beschreven door Verseveldt & Benayahu. 